# 筑摩 (松本市)
筑摩（つかま）は長野県松本市の薄川の南側の町名。現行行政地名は筑摩1丁目から筑摩4丁目。住居表示実施済み。郵便番号は390-0821。

## 概要
この地区を南北に貫くやまびこ道路沿いや県道297号兎川寺鎌田線沿いには郊外型の専門店が多い。薄川沿いは整備されており、薄川元旦マラソンや毎年8月に行われる筑摩神社の祭りなどでにぎわう。
江戸時代までは筑摩の一般的な読みは「つかま」であったが、明治維新時に読みにくいことから郡名などは「ちくま」に変更された。その後に成立した筑摩県も「ちくまけん」であった。しかし、この地域は筑摩神社が鎮座することなどから「つかま」のままとなった。

## 歴史
江戸時代には筑摩村を形成していたが、1875年に西隣の中林村や南東隣の三才村の他、庄内村、埋橋村、征矢野村、鎌田村、小島村を合併し、新たに筑摩村となった。このうち、（旧）筑摩村、中林村、三才村を合わせた範囲が現行の町丁とほぼ合致する。
1889年に筑摩村を東西に二分し、東部が松本市に編入、西部が松本村の一部となり、それぞれ大字筑摩となった。

### 沿革
- 1992年（平成4年）10月26日 - 住居表示実施[4]。

### 住居表示実施に伴い分離した地区
- 1966年：県 (松本市)、埋橋 (松本市)、清水 (松本市)、庄内 (松本市)、巾上 (松本市)、中条 (松本市)
- 1985年：井川城 (松本市)、鎌田 (松本市)、征矢野 (松本市)

## 世帯数と人口
2018年（平成30年）10月1日現在の世帯数と人口は以下の通りである。
| 丁目      | 世帯数    | 人口    |
| --------- | --------- | ------- |
| 筑摩1丁目 | 489世帯   | 986人   |
| 筑摩2丁目 | 651世帯   | 1,445人 |
| 筑摩3丁目 | 424世帯   | 922人   |
| 筑摩4丁目 | 582世帯   | 1,099人 |
| 計        | 2,146世帯 | 4,452人 |

## 交通
- 長野県道63号松本塩尻線
- 長野県道297号兎川寺鎌田線

## 施設
- 富士電機松本工場（松本市で最大規模の工場）
- 長野県松本工業高等学校
- 松本市立筑摩小学校
- 筑摩（つかま）神社
- 信州松本つかま自動車学校
- 松本筑摩東郵便局
- 八十二銀行 つかま支店
- 松本信用金庫 つかま支店